# Hemerobius nigricornis
Hemerobius nigricornis is een insect uit de familie van de bruine gaasvliegen (Hemerobiidae), die tot de orde netvleugeligen (Neuroptera) behoort. 
Hemerobius nigricornis is voor het eerst wetenschappelijk beschreven door Nakahara in 1915.